# 67. Internationale Sechstagefahrt

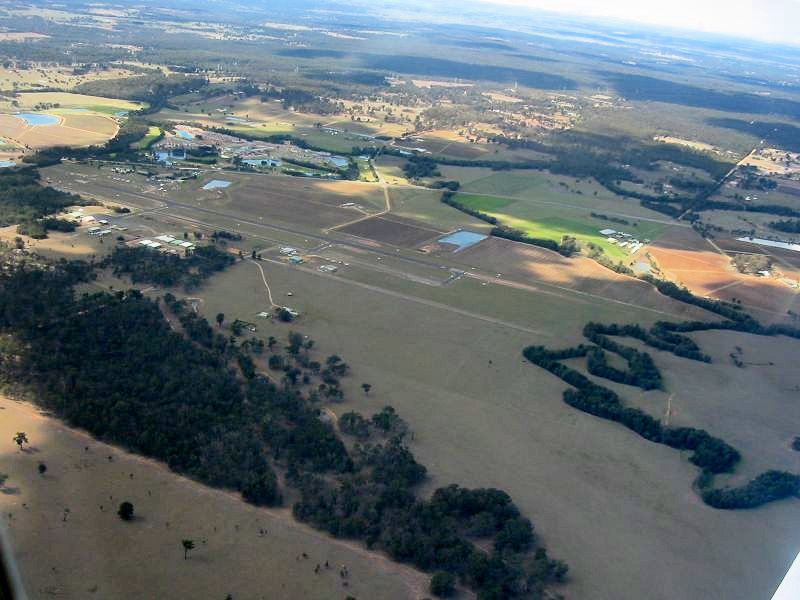
Blick auf Cessnock, Start- und Zielort der einzelnen Etappen

Die 67. Internationale Sechstagefahrt war die Mannschaftsweltmeisterschaft im Endurosport und fand vom 25. bis 30. August 1992 im australischen Cessnock sowie der näheren Umgebung stattfand. Die Nationalmannschaft Italiens konnte zum achten Mal die World Trophy gewinnen. Die Nationalmannschaft Schwedens gewann zum zweiten Mal die Junior World Trophy.

## Wettkampf

### Organisation
Die Veranstaltung fand zum ersten Mal in ihrer Geschichte in Australien statt.
Für den Wettkampf waren 375 Fahrer von 19 Motorsportverbänden der FIM gemeldet.
Um die World und Junior World Trophy fuhren Mannschaften aus 15 bzw. zehn Nationen. Zudem waren 23 Fabrik- und 62 Club-Mannschaften am Start.
Deutschland nahm an der World und Junior World Trophy sowie mit drei Clubmannschaften teil. Österreich und die Schweiz nahmen an der World Trophy teil.

### 1. Tag
In der World Trophy führte die Mannschaft Italiens vor Schweden und der Mannschaft der Tschechoslowakei. Die Mannschaften der Schweiz und Österreichs lagen auf den Plätzen 9 bzw. 10. Bereits am ersten Tag schied im deutschen Team schied Stefan Bernhardt aus. Für die Mannschaft bedeutete dies fortan täglich 15.000 Punkte und vorläufig den 15. und damit letzten Platz.
Bei der Junior World Trophy führte die Mannschaft Schwedens vor der Mannschaft Italiens und der Mannschaft der Tschechoslowakei. Ebenfalls bereits am ersten Tag schied im deutschen Team Jörg Elblinghaus aus, für die Mannschaft standen fortan täglich 15.000 Punkte und der vorläufig 10. und damit letzte Platz zu Buche.
Die Clubwertung führte der MC Trial David vor Slovakia EPT und Fiamme Oro-Italy an. Beste deutsche Clubmannschaft war das Team ADAC Frankfurt auf dem 9. Platz.
Acht Fahrer schieden aus dem Wettbewerb aus.

### 2. Tag
In der World Trophy führte die Mannschaft Italiens vor Schweden und der Mannschaft der Tschechoslowakei. Die Mannschaften Österreichs und der Schweiz lagen auf Platz 8 bzw. 10. Die deutsche Mannschaft belegte nach wie vor den letzten Platz.
Bei der Junior World Trophy führte die Mannschaft Schwedens vor der Mannschaft der Tschechoslowakei und der Mannschaft Australiens. Die deutsche Mannschaft belegte nach wie vor den letzten Platz.
Die Clubwertung führte wie am Vortag der MC Trial David vor Slovakia EPT und Fiamme Oro-Italy an. Beste deutsche Clubmannschaft war das Team ADAC Frankfurt auf dem 12. Platz.
14 Fahrer schieden aus dem Wettbewerb aus.

### 3. Tag
In der World Trophy führte die Mannschaft Schwedens vor Italien und der Mannschaft der Tschechoslowakei. Die Mannschaft Österreichs verbesserte sich auf den 6. Platz, die Schweiz lag unverändert auf dem 10. Platz. Die deutsche Mannschaft verbesserte sich auf den 13. Platz.
Bei der Junior World Trophy führte unverändert die Mannschaft Schwedens vor der Mannschaft der Tschechoslowakei und der Mannschaft Australiens. Die deutsche Mannschaft belegte nach wie vor den letzten Platz.
Die Clubwertung führte Slovakia EPT vor Fiamme Oro-Italy und Hawkesbury 2 an. Beste deutsche Clubmannschaft war das Team ADAC Nürnberg auf dem 12. Platz.
28 Fahrer schieden aus dem Wettbewerb aus.

### 4. Tag
In der World Trophy führte die Mannschaft Schwedens vor Italien der Mannschaft Spaniens. Die österreichische Mannschaft lag unverändert auf dem 6. Platz, die Schweiz verbesserte sich auf Platz 8. Das deutsche Team lag unverändert auf dem 13. Platz.
Bei der Junior World Trophy führte die Mannschaft Schwedens vor der Mannschaft der Tschechoslowakei und der Mannschaft der USA. Die deutsche Mannschaft verbesserte sich auf Platz 9.
Die Clubwertung führte Fiamme Oro-Italy vor Hawkesbury 2 und Ostra MCF an. Beste deutsche Clubmannschaft war das Team ADAC Nürnberg auf dem 8. Platz.
52 Fahrer schieden aus dem Wettbewerb aus.

### 5. Tag
In der World Trophy führte unverändert die Mannschaft Schwedens vor Italien der Mannschaft Spaniens. Die Mannschaften Österreichs und der Schweiz lagen unverändert auf den Plätzen 6 bzw. 8. Das deutsche Team hatte mit Karl-Heinz Holz den zweiten Fahrerausfall zu verzeichnen. Die Mannschaft lag weiter auf dem 13. Platz.
Bei der Junior World Trophy führte ebenso unverändert die Mannschaft Schwedens vor der Mannschaft der Tschechoslowakei und der Mannschaft der USA. Die deutsche Mannschaft lag unverändert auf Platz 9.
Die Clubwertung führte Hawkesbury 2 vor Ostra MCF und Wales A an. Beste deutsche Clubmannschaft war das Team ADAC Nürnberg auf dem 7. Platz.
Sechs Fahrer schieden aus dem Wettbewerb aus.

### 6. Tag
Von 375 am ersten Tag gestarteten Fahrern erreichten 267 das Ziel.

## Endergebnisse

### World Trophy
| Platz | Team                   | Punkte     |
| ----- | ---------------------- | ---------- |
| 1.    | Italien                | 282,08     |
| 2.    | Schweden               | 395,24     |
| 3.    | Spanien                | 3.871,79   |
| 4.    | Niederlande            | 4.053,26   |
| 5.    | Polen                  | 4.583,72   |
| 6.    | Österreich             | 7.566,22   |
| 7.    | Neuseeland             | 10.859,42  |
| 8.    | Schweiz                | 11.360,13  |
| 9.    | Tschechoslowakei       | 46.457,85  |
| 10.   | Vereinigtes Königreich | 47.083,64  |
| 11.   | Australien             | 47.459,55  |
| 12.   | Vereinigte Staaten     | 61.342,91  |
| 13.   | Deutschland            | 121.922,80 |
| 14.   | Finnland               | 137.988,15 |
| 15.   | Südafrika              | 259.735,66 |

### Junior World Trophy
| Platz | Team                   | Punkte     |
| ----- | ---------------------- | ---------- |
| 1.    | Schweden               | 1.291,17   |
| 2.    | Tschechoslowakei       | 1.447,30   |
| 3.    | Vereinigte Staaten     | 1.617,43   |
| 4.    | Australien             | 1.947,27   |
| 5.    | Neuseeland             | 4.178,77   |
| 6.    | Niederlande            | 9.314,52   |
| 7.    | Vereinigtes Königreich | 9.388,19   |
| 8.    | Italien                | 48.705,79  |
| 9.    | Deutschland            | 95.267,23  |
| 10.   | Ungarn                 | 181.386,08 |

### Club-Mannschaften
| Platz                      | Team           | Punkte    |
| -------------------------- | -------------- | --------- |
| 1.                         | Ostra MCF      | 1.951,37  |
| 2.                         | Hawkesbury 2   | 2.013,04  |
| 3.                         | Wales A        | 2.326,06  |
| 4.                         | Hawkesbury 4   | 2.806,80  |
| 5.                         | Alexandra MCC  | 3.428,93  |
| 6.                         | Salt Fork DR   | 3.713,39  |
| 7.                         | ADAC Nürnberg  | 3.862,57  |
| 8.                         | ADAC Frankfurt | 4.331,99  |
| 9.                         | Lobos MCC      | 5.072,34  |
| 10.                        | Oshawa CC      | 6.917,24  |
| 000{\displaystyle \vdots } |                |           |
| 44.                        | ADAC Stuttgart | 95.565,56 |

### Fabrik-Mannschaften
| Platz | Team                  | Punkte     |
| ----- | --------------------- | ---------- |
| 1.    | KTM 1                 | 42,35      |
| 2.    | Husqvarna Italy       | 442,74     |
| 3.    | CTI Kawasaki          | 611,27     |
| 4.    | USA Suzuki            | 690,72     |
| 5.    | Husqvarna CS 2        | 1.117,33   |
| 6.    | Husqvarna Australia 1 | 1.228,31   |
| 7.    | Suzuki Sweden 1       | 1.506,44   |
| 8.    | KTM Marsimoto 1       | 1.558,10   |
| 9.    | KTM Australia         | 2.235,28   |
| 10.   | KTM Marsimoto 2       | 2.313,69   |
| 11.   | KMT Mefo PSB          | 5.699,91   |
| 12.   | Husaberg NL           | 8.705,02   |
| 13.   | Husqvarna CS          | 45.552,31  |
| 14.   | KTM CH                | 54.453,22  |
| 15.   | Prorider KTM          | 54.643,58  |
| 16.   | Canada Yamaha         | 55.419,11  |
| 17.   | Australia Husqvarna 2 | 55.597,98  |
| 18.   | Honda Australia       | 55.737,18  |
| 19.   | Australia Husqvarna 3 | 68.097,22  |
| 20.   | Central West KTM      | 93.003,54  |
| 21.   | R&M Husqvarna         | 110.063,50 |
| 22.   | Husqvarna Europe 1    | 121.409,07 |
| 23.   | MV Suzuki NZ          | 158.654,33 |

### Einzelwertung
| Klasse                  | Starter | Gold | Silber | Bronze | Ausfall/Disqualifikation | Ausfall/Disqualifikation | Ausfall/Disqualifikation | Ausfall/Disqualifikation | Ausfall/Disqualifikation | Ausfall/Disqualifikation | Ausfall/Disqualifikation | Klassensieger (Motorrad)       | Punkte |
| Klasse                  | Starter | Gold | Silber | Bronze | 1. Tag                   | 2. Tag                   | 3. Tag                   | 4. Tag                   | 5. Tag                   | 6. Tag                   | Gesamt                   | Klassensieger (Motorrad)       | Punkte |
| ----------------------- | ------- | ---- | ------ | ------ | ------------------------ | ------------------------ | ------------------------ | ------------------------ | ------------------------ | ------------------------ | ------------------------ | ------------------------------ | ------ |
| bis 80 cm³ (Zweitakt)   | 7       | 5    | 1      | 0      | 0                        | 0                        | 1                        | 0                        | 0                        | 0                        | 1                        | Pierfranco Muraglia (Kawasaki) | 106,93 |
| bis 125 cm³ (Zweitakt)  | 47      | 11   | 19     | 6      | 2                        | 2                        | 2                        | 5                        | 0                        | 0                        | 11                       | Jeff Wilsson (KTM)             | 8,64   |
| bis 250 cm³ (Zweitakt)  | 172     | 37   | 43     | 41     | 1                        | 5                        | 13                       | 29                       | 3                        | 0                        | 51                       | Joachim Wedendahl (Suzuki)     | 53,83  |
| bis 350 cm³ (Viertakt)  | 46      | 12   | 8      | 8      | 3                        | 4                        | 3                        | 7                        | 1                        | 0                        | 18                       | Mario Rinaldi (KTM)            | 8,32   |
| bis 500 cm³ (Zweitakt)  | 70      | 18   | 18     | 14     | 1                        | 2                        | 7                        | 9                        | 1                        | 0                        | 20                       | Giovanni Sala (KTM)            | 6,09   |
| über 500 cm³ (Viertakt) | 33      | 9    | 7      | 10     | 1                        | 1                        | 2                        | 2                        | 1                        | 0                        | 7                        | Fabio Parioli (KTM)            | 27,94  |
| Gesamt                  | 375     | 92   | 96     | 79     | 8                        | 14                       | 28                       | 52                       | 6                        | 0                        | 108                      |                                |        |

## Teilnehmer
| Staat                  | World Trophy Team | Junior World Trophy Team | Club-Teams |
| ---------------------- | --- | --- | --- |
| Australien             | Frank Bonfadini (KTM 500) Geoffrey Ballard (Honda +500 4T) Tim Shearer (Husqvarna 350 4T) David Armstrong (KTM 250) Kevin Bowden (Husqvarna 250) Peter Buckley (Kawasaki 250)          | Jason Cater (Yamaha 500) Mark Avard (Husqvarna 250) Matt Woodhouse (KTM 250) Shane Watts (Suzuki 250)                         | Alexandra MCC Belmont Bunburry MCC Central Coast DR Cessnock MCC Cooma MCC Dandenong 1 Denman 1 Gippsland Central Hastings Valley MCC Hawkesbury 1 Hawkesbury 2 Hawkesbury 3 Hawkesbury 4 Keyenton MCC Kurri MCC Leongatha MCC Manly MCC Oyster Bay MCC RTCB 1 Sporting MCC Summerland Sunshine Coast MCC Trail/Enduro |
| Deutschland            | Armin Sponsel (KTM 250) Uwe Weber (KTM 350 4T) Kai-Armin Pfefferle (Suzuki 500) Stefan Bernard (Husqvarna 350 4T) Karl-Heinz Holz (Husqvarna 500 4T) Bert von Zitzewitz (KTM +500 4T)  | Jörg Eblinghaus (Husqvarna 350 4T) Patrick Hess (KTM 125) Ralf Zolles (TM 80) Michael Singler (KTM 250)                       | ADAC Frankfurt ADAC Nürnberg ADAC Stuttgart |
| Finnland               | Esa Vento (Husqvarna 350 4T) Jouni Sauren (KTM +500 4T) Jarko Vainio (Suzuki 250) Jukka Aures (KTM 250) Jukka Jääskelainen (Husqvarna 500) Petteri Silvan (Husqvarna 125)              | | |
| Kanada                 | | | Oshawa CC |
| Italien                | Paolo Fellegara (Yamaha 250) Fabio Farioli (KTM +500 4T) Stefano Passeri (Aprilia 125) Mario Rinaldi (KTM 350 4T) Giovanni Sala (KTM 500) Arnaldo Nicoli (Husqvarna 350 4T)            | Mauro Scandella (Yamaha 125) Luca Savoldelli (Yamaha 250) Fabio Confalioneri (Husaberg 350 4T) Silvio Santagiuliana (KTM 500) | Fiamme Oro-Italy MC Azimut MC Desio MC Leonessa MC Parma MC Salentino MC Trial David |
| Mexiko                 | | | Veradalta MEX |
| Neuseeland             | John McKee (Honda 250) Sean Clarke (Honda 350 4T) Grant Oliver (Yamaha 500) Doug Herbert (Kawasaki 250) Joe Forsyth (Suzuki 250) Darryl August (Suzuki 125)                            | Steven Bird (Suzuki 250) Dean Humphrey (Yamaha 250) Ross Bird (Suzuki 250) Kevin Hermansen (Honda 125)                        | Kiwi MCC Huntley MCC Waitemata 1 Waitemata 3 |
| Niederlande            | Simon Schram (Husaberg +500 4T) Eric Terhoef (Husaberg 350 4T) Henk Knuiman (Kawasaki 125) Herman Harink (Husaberg +500 4T) Toine van Dijk (Suzuki 250) Gerard Jimmink (Kawasaki 500)  | Peter Lenselink (Kawasaki 125) Erik Davids (Husqvarna 500) Jan van Oorschot (Kawasaki 250) Alfons Hoevers (Husaberg +500 4T)  | KNMV Holland |
| Österreich             | Gert Pichler (KTM 500) Stefan Pochlatko (KTM 250) Karl Bair (KTM 500) Heinz Kinnigander (KTM 500) Martin Weichenberger (KTM 350 4T) Georg Reiter (KTM +500 4T)                         | | |
| Polen                  | Ryzard Augustyn (TM 80) Ryzard Gazcewski (Yamaha 500) Andrzej Tomiczek (TM 80) Maciej Wrobel (TM 80) Wojciech Rencz (TM 125) Jacek Czahor (Yamaha 250)                                 | | |
| Spanien                | Augusti Vall (KTM 250) Alex Llobet (KTM 250) Carles Muntaner (KTM 125) Josep Lluis Steuri (KTM 250) Ramon Ruidalbas (KTM 350 4T) Oscar Gallardo (KTM 500)                              | | MC Sitges |
| Südafrika              | Hilton Hayward (Yamaha 500) Graham MacLachlan (Yamaha +500 4T) P. J. Trollip (Yamaha 350 4T) Alfie Cox (Yamaha 250) C. D. Dreyer (Yamaha 250) Chris Dodd (Yamaha 250)                  | | |
| Schweden               | Joakim Hedendahl (Suzuki 250) Svenerik Jönsson (Husqvarna 500) Jimmie Eriksson (Husaberg 350 4T) Jeff Nilsson (KTM 125) Dick Wicksell (Kawasaki 250) Bill Anderson (Husqvarna +500 4T) | Peter Karlsson (Yamaha 500) Peter Jansson (Kawasaki 250) Robert Grönlund (Suzuki 250) Anders Eriksson (Kawasaki 125)          | Ostra MCF SMI MK Sweden |
| Schweiz                | Edy Petraglio (KTM 250) Dany Wirz (Husqvarna 350 4T) Peter Hager (Husaberg 350 4T) Urs Huber (KTM +500 4T) Philippe Rast (Husqvarna 500) Heinz Freidig (Husqvarna +500 4T)             | | |
| Tschechoslowakei       | Libor Podmol (Husqvarna 500) Lubomir Vojkuvka (TM 125) Dusan Kotrla (Husqvarna 500) Vladimir Bus (KTM 125) Bohumil Posledni (Suzuki 250) Otokar Kotrba (Husqvarna 350 4T)              | Jaroslav Beran (GasGas 125) Roman Michalik (Husqvarna 250) Zdenek Gottvald (Husqvarna 500) Martin Kremel (Husqvarna +500 4T)  | Slovakia EPT |
| Ungarn                 | | Csaba Mod (KTM 125) Peter Korpunai (KTM 125) Akos Rosivall (KTM 125) Bakisz Szerdahelyi (KTM 125)                             | |
| Vereinigtes Königreich | John Deacon (Husqvarna 350 4T) Paul Edmondson (Husqvarna 250) Russell Millward (Honda 250) Paul Fairbrother (KTM 125) Carl Tiley (Husqvarna 250) Ady Smith (Kawasaki 500)              | Robert Sartin (Husqvarna 250) Joel Mitson (Suzuki 125) Simon Evans (Suzuki 125) Adrian Nixon (Kawasaki 250)                   | Army MC Manx MCC Scottish ACU Seaton Deleval Team Metro Wales A Wales B |
| Vereinigte Staaten     | Randy Hawkins (Suzuki 250) Jimmy Lewis (Kawasaki 125) Jonathan King (Suzuki 125) Rodney Smith (Suzuki 500) Kevin Hines (Husqvarna 350 4T) David Rhodes (Husaberg 350 4T)               | Kelby Pepper (KTM 250) Steve Hatch (Suzuki 250) Danny Hamel (Kawasaki 500) Chris Smith (Husqvarna 500)                        | Appalachian Dirt Riders Bois Ridge Riders Lobos MCC Ithaca DR Merced DR MT Baker MCC Racers/Son Salt Fork DR Tulsa TR |